# جنبش آزادی‌بخش ملی اهواز
جنبش آزادی‌بخش ملی اهواز (عربی: حركة التحرير الوطني الأحوازي) سازمان ملی‌گرا و جدایی‌خواه عربی است که هدف آن، ایجاد کشوری مستقل به نام «الاحواز»، در ایران است.